# 尹相現
尹相現（：／ Yoon Sang-hyun，1962年12月1日—），大韓民國保守派政治人物，第18到21屆國會議員。